# Saarinen (Lapinlax, Norra Savolax, Finland)
Saarinen eller Iso Saarinen är en sjö i Finland. Den ligger i kommunen Lapinlax i landskapet Norra Savolax, i den centrala delen av landet, 400 km norr om huvudstaden Helsingfors. Saarinen ligger 119,7 meter över havet. Den är 9,37 meter djup. Arean är 61 hektar och strandlinjen är 6,25 kilometer lång. Sjön  ingår i Vuoksens huvudavrinningsområde.   I omgivningarna runt Saarinen växer i huvudsak blandskog.